# Раймунд II (граф Тулузький)
Раймунд II (*Raymond II, 961—924) — граф Тулузи у 918/919—924 роках.

## Життєпис
Походив з династії Руерг (Раймундідів). Старший син Еда I, графа Тулузи, та Гарсенди Альбійської. Народився у 861 році. 868 року отримав віконтство Нім та графство Альбі. У 898 році отримав від батька графство Руерг. 906 року Ед Тулузький передав графство Руерг молодшому синові Ерменголу.
Після смерті батька наприкінці 918 або на початку 919 року успадкував Тулузьке графство. Після цього передав Нім, Керсі та Альбі братові Ерменголу. Невдовзі отримав титул маркіза Спетиманії та Готії. З самого початку зумів фактично встановити зверхність над усіма графствами Лангедоку. Водночас уклав союз з Аквітанським герцогством. При цьому став фактично незалежним від Західного Франкського королівства.
922 року підтримав короля Карла III Простакуватого проти повсталого Роберта Нейстрійського. У 923 році спільно з Вільгельмом I, герцогом Аквітанії, здобув блискучу перемогу над норманськими загонами, що вдерлися на південь Франції. Помер у 924 році. Владу успадкував син Раймунд Понс.

## Родина
Дружина — Гвінідільда, донька Вільфреда I.
Діти:
- Раймунд Понс (д/н—942), граф Тулузи у 924—942 роках